# Clitocybe collina
Clitocybe collina är en svampart som tillhör divisionen basidiesvampar, och som först beskrevs av Josef Velenovský, och fick sitt nu gällande namn av Klán. Clitocybe collina ingår i släktet Clitocybe, och familjen Tricholomataceae. Arten har ej påträffats i Sverige.